# CloudSat
CloudSat est un satellite d'observation de la Terre de la NASA qui utilise un radar météorologique pour mesurer la hauteur et les caractéristiques des nuages. Le coût du programme est estimé à 600 millions de dollars américains. Conçu et construit par Ball Aerospace & Technologies de Boulder (Colorado), il est lancé par un lanceur Delta II le 28 avril 2006 pour se joindre à une série de satellites, appelée le « A-train », afin d'étudier les relations entre les nuages, le climat et le réchauffement climatique. 
Cette mission spatiale fait partie du programme Earth Observing System (EOS) qui regroupe un ensemble de satellites de la NASA chargés de collecter des données sur de longues périodes sur la surface de la Terre, la biosphère, l'atmosphère terrestre et les océans de la Terre. Les autres membres du A-train sont : Aqua, Aura, CALIPSO et PARASOL. 

## Instrument

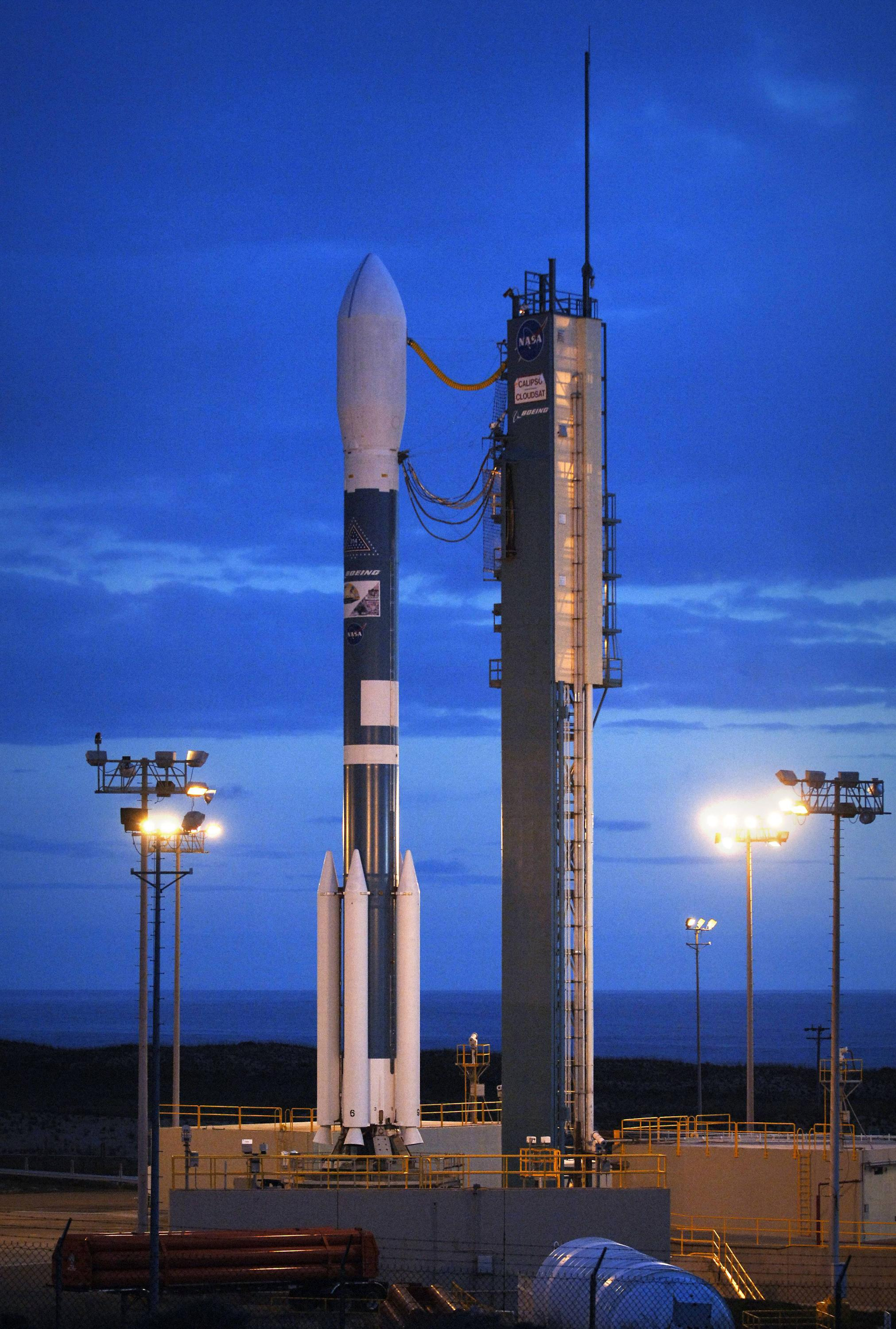
Le lanceur Delta II sur le pas de tir SLC-2W de la base de lancement de Vandenberg avec à son bord les satellites CALIPSO et Cloudsat.

L'instrument principal est un radar pointant verticalement, ou sonde vertical de nuages, utilisant la fréquence de 94 GHz. Ce radar vertical sous le satellite mesure la rétrodiffusion des nuages en fonction de la distance au satellite, donnant une coupe verticale de ceux-ci. Il peut non seulement capter le retour des gouttelettes de nuage, mais également les précipitations. 
Au contraire d'autres missions du genre, comme TRMM, qui s'occupent surtout des nuages et précipitations tropicales, la configuration de CloudSat lui permet de différencier les différents types de précipitations (solides et liquides). Il est particulièrement conçu pour étudier la microphysique à la base de la formation des nuages, principalement des nuages hivernaux plus complexes. 
CloudSat analyse également la façon dont la lumière est absorbée par les différentes couches de l'atmosphère pour en déduire l'influence des aérosols et la répartition du rayonnement émis par le Soleil et la Terre entre la surface et l'atmosphère.
Cet instrument est développé en collaboration entre l'Agence spatiale canadienne (ASC) et la NASA. Son principe simple et sa construction robuste sont dérivés des nombreux radars météorologiques en usage sur Terre. Pour s'assurer que les données sur les nuages obtenues depuis l'espace sont valides, une campagne de validation au sol est menée par l'Agence spatiale canadienne à l'hiver 2007. Elle permet de prendre des données in situ pour étalonnage de celles de CloudSat.
Une grande partie de ses plans sont issus des radars aéroportés utilisés depuis 1998 sur les avions Douglas DC-8 de la NASA. L'expérience et l'expertise du Jet Propulsion Laboratory sont utilisées dans sa conception. On doit à ce laboratoire les radars Seasat, SIR-A, SIR-B, SIR-C, le Shuttle Radar Topography Mission, le radar de la mission Cassini-Huygens, NSCAT, QuikSCAT et SeaWinds.

## Mission
La mission du CloudSat est définie sous le programme Earth System Science Pathfinder de 1999. 
Il est prévu que CloudSat prend des données sur vingt-deux mois afin de pouvoir observer plus d'une variation annuelle des saisons. Cependant, la NASA estime avec 99 % de probabilité que la durée de vie utile du satellite sera d'au moins trois ans.